# Théoden
Théoden (ur. 2948, zm. 3019 TE) – postać ze stworzonej przez J.R.R. Tolkiena mitologii Śródziemia.
Rohirrim, siedemnasty król Rohanu; ósmy i ostatni władca z drugiej dynastii. Rządził od 2980 roku do śmierci. Urodził się w Gondorze jako jedyny syn Thengla, który wrócił do Rohanu i wstąpił na tron, gdy Théoden miał pięć lat.
W początkach panowania jego żona, królowa Elfhilda powiła mu syna – Théodreda, umierając jednak przy porodzie. Od 3002 roku Théoden zaopiekował się dwójką dzieci swojej siostry – Éomerem i Éowiną.
W miarę upływu lat Théoden coraz bardziej podupadał na duchu, do czego przyczyniał się sługa Gríma, będący szpiegiem Sarumana. W końcu Théoden popadł w niemoc, co stało się wielkim zagrożeniem dla Rohanu, gdyż władza dostała się w ręce Grimy. Został jednak z tego stanu uleczony przez Gandalfa Białego, przez co zyskał przydomek Ednew – Odrodzony.
Zaraz po uleczeniu poprowadził armię Rohanu przeciwko siłom Sarumana, które pokonał w Bitwie o Rogaty Gród. Po pokonaniu Sarumana ruszył ze swoją armią na południe, by wspomóc armię Gondoru w walce z Sauronem – poprowadził atak Jeźdźców Rohanu w Bitwie na Polach Pelennoru, w której zginął przygnieciony przez swojego konia w trakcie pojedynku z Wodzem Nazgûli.
Znany był też jako Theoden Sławny i Theoden Sędziwy.
Jego wierzchowce nazywały się Lekkostopy i Śnieżnogrzywy.
Według fikcyjnej etymologii Tolkiena imię Théoden jest przekładem z języka Rohirrimów, w którym brzmiało ono Tûrac. Faktycznie pochodzi ono od anglosaskiego słowa þeoden, oznaczającego władcę.
W ekranizacji Petera Jacksona postać ta zagrana została przez Bernarda Hilla.